# Sciapus arctus
Sciapus arctus är en tvåvingeart som beskrevs av Becker 1922. Sciapus arctus ingår i släktet Sciapus och familjen styltflugor.
Artens utbredningsområde är Taiwan. Inga underarter finns listade i Catalogue of Life.